# جیم کلارک (تدوین‌گر فیلم)
جیم کلارک (انگلیسی: Jim Clark؛ زادهٔ ۲۴ مهٔ ۱۹۳۱) یک تدوین‌گر فیلم اهل بریتانیا است.

## جوایز
- جایزه اسکار بهترین تدوین فیلم (۱۹۸۴)
- جایزه بفتا بهترین تدوین فیلم (۱۹۸۴)
- جایزه بفتا بهترین تدوین فیلم (۱۹۸۶)

## بخشی از فیلم‌شناسی
- بسته غیرمنتظره (۱۹۶۰)
- بی‌گناهان (۱۹۶۱)
- معما (۱۹۶۳)
- خیانتکار (۱۹۶۴)
- ایکس وای زی (۱۹۷۲)
- ماراتن من (۱۹۷۶)
- آگاتا (۱۹۷۹)
- میدان‌های کشتار (۱۹۸۴)
- مأموریت (۱۹۸۶)
- ملاقات با ونوس (۱۹۹۱)
- یک مرد خوب در آفریقا (۱۹۹۳)
- مرد زندگی (۱۹۹۳)
- نل (۱۹۹۴)
- اتاق ماروین (۱۹۹۶)
- آنگین (۱۹۹۹)
- کیس کیس (بنگ بنگ) (۲۰۰۱)
- ورا دریک (۲۰۰۴)